# Enney

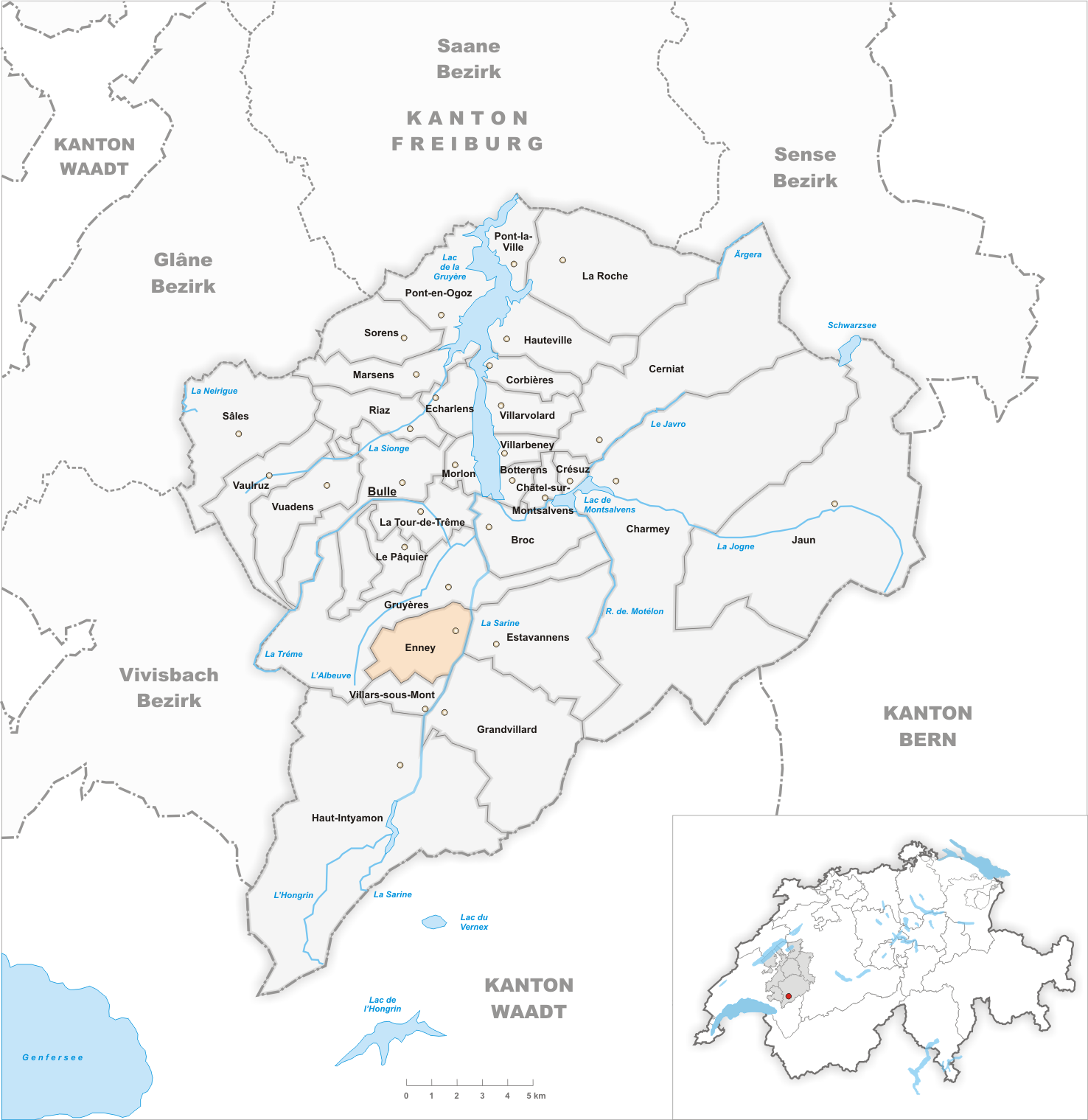
Gemeindestand vor der Fusion am 1. Januar 2004

Enney (Freiburger Patois Innêⓘ) ist eine Ortschaft und früher selbständige politische Gemeinde im Distrikt Greyerz des Kantons Freiburg in der Schweiz. Am 1. Januar 2004 fusionierte Enney zusammen mit Estavannens und Villars-sous-Mont zur neuen Gemeinde Bas-Intyamon, deren Gemeindeverwaltung sich in Enney befindet. Der frühere deutsche Name Zum Schnee wird heute nicht mehr verwendet.

## Geographie

Luftbild (1964)

Enney liegt auf 720 m ü. M., sechs Kilometer südsüdöstlich des Bezirkshauptortes Bulle (Luftlinie). Das Haufendorf erstreckt sich beidseits des Dorfbachs Ruisseau du Bry in einer Geländemulde am westlichen Rand des Saanetals in der Haute-Gruyère, am Nordostfuss des zum Massiv des Moléson gehörenden Berges La Vudalla. Die ehemalige Gemeindefläche betrug rund 8,5 km². Die östliche Grenze bildete die Saane (französisch: Sarine). Von hier erstreckte sich der Gemeindeboden über die Täler von Ruisseau du Bry und Ruisseau d’Afflon nach Westen auf die Höhen von Vanil Blanc (1573 m ü. M.) und La Vudalla (1670 m ü. M.) und bis in das Tal der Albeuve.

## Bevölkerung
Mit 480 Einwohnern (2002) gehörte Enney vor der Fusion zu den kleinen Gemeinden des Kantons Freiburg. Zum Dorf gehörten auch die Weiler La Chenau (807 m ü. M.) und Afflon (750 m ü. M.).
Einwohnerzahlen: Volkszählungsdaten

## Wirtschaft
Enney war lange Zeit ein vorwiegend durch die Landwirtschaft geprägtes Dorf. Im 19. Jahrhundert wurde die Saane begradigt und wertvolles Kulturland gewonnen. Die Viehzucht und die Milchwirtschaft (für die Käseproduktion) haben noch heute einen wichtigen Stellenwert in der Erwerbsstruktur der Bevölkerung. Heute gibt es in Enney kleinere Betriebe der Nahrungsmittelindustrie, der Elektronik und eine Fabrik, die Betonelemente herstellt. In den letzten Jahrzehnten hat sich das Dorf auch zu einer Wohngemeinde entwickelt. Einige Erwerbstätige sind deshalb Wegpendler, die vor allem in der Region Bulle arbeiten.

## Verkehr
Das Dorf ist verkehrstechnisch recht gut erschlossen. Es liegt an der Hauptstrasse von Bulle nach Château-d’Oex. Am 23. Juli 1903 wurde die Bahnlinie von Bulle nach Montbovon mit Haltestellen in Enney und an der Abzweigung der Strasse nach Estavannens in Betrieb genommen.

## Geschichte
Das Gebiet um Enney war schon sehr früh besiedelt, was durch den Fund eines Grabes aus der Bronzezeit belegt werden konnte. Die erste urkundliche Erwähnung des Ortes erfolgte 1224 unter den Namen Eis und Eiz. Später erschienen die Bezeichnungen Ex (1238), Heyz (1254), Eys (1388), Hayes-an-heis (1553).
Seit dem Mittelalter gehörte Enney zur Grafschaft Greyerz. Nachdem der letzte Graf von Greyerz 1554 Konkurs gemacht hatte, kam das Dorf 1555 unter die Herrschaft von Freiburg und wurde der Vogtei Greyerz zugeteilt. Nach dem Zusammenbruch des Ancien Régime (1798) gehörte Enney zunächst zur Präfektur und ab 1848 zum Bezirk Greyerz.
Am 5. Juni 2003 votierten die Stimmberechtigten von Enney, Estavannens und Villars-sous-Mont mit einer Ja-Mehrheit von über 90 % für die Fusion der Gemeinden. Mit Wirkung auf den 1. Januar 2004 entstand deshalb die neue Gemeinde Bas-Intyamon.

## Sehenswürdigkeiten
Die Pfarrkirche Saint-Nicolas-de-Flue, ein einschiffiger Bau mit Polygonalchor und Frontturm, wurde in den Jahren von 1619 bis 1624 erbaut. Die Kirche besitzt einen Altar von 1717 und eine Holzdecke aus der Erbauungszeit.